# 新加坡宗教
2020年为止新加坡的宗教比例（以百分比计算）
由于来自世界各地的不同民族群体的移民的融合，新加坡的特点是其拥有非常多元的宗教信仰人口群体。新加坡是一个世俗国家，通常被称为源自世界各地不同宗教派别的各种宗教和文化的“熔炉”。大多数主要宗教派别都存在于该国，新加坡跨宗教组织 (IRO) 承认 10 种主要宗教。 皮尤研究中心2014 年的一项分析发现，新加坡是世界上宗教最多元化的国家。
新加坡是多元宗教和多元文化国家，其中最大的宗教是佛教，在 2020 年最近一次十年一次的人口普查中，有 31.1% 的居民称自己信奉佛教。新加坡的佛教徒中有大量华人，占华人人口的 40.4%。新加坡也有非华裔居民 - 如泰国人，缅甸人信仰佛教。无宗教信仰的人（无神论者、不可知论者或其他非宗教生活立场）构成第二大群体，占人口的 20%。基督教占 18.9%，為第二大宗教。伊斯兰教占 15.6%，大约99%的新加坡马来人称自己信奉伊斯兰教，但也有许多印度人信奉伊斯兰教。道教及其他华人民间信仰占 8.8%。兴都教占 5%，主要是印度人信奉。

## 历史

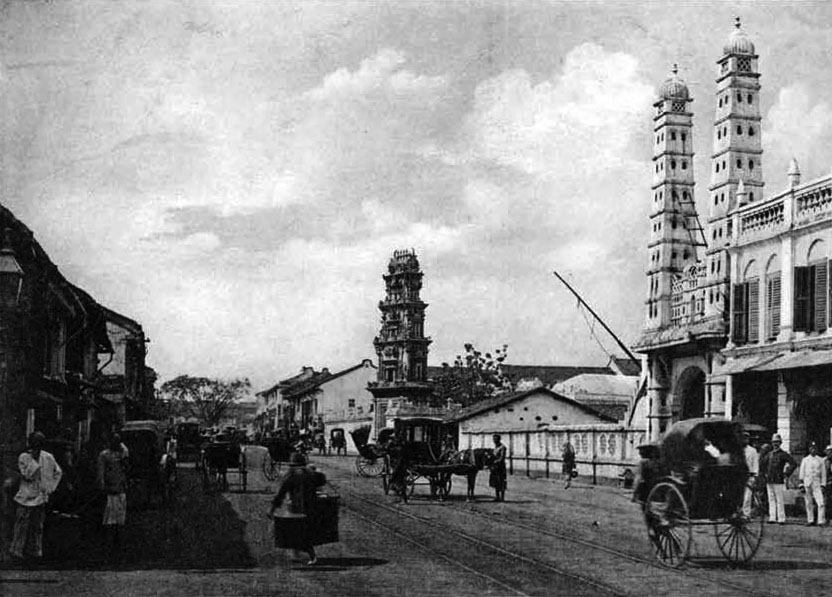
约1900年的桥南路，图中可看见马里安曼兴都庙和詹美回教堂

13世纪以前，新加坡位于马来贸易聚集地，是室利佛逝佛教王国的一部分。14世纪初，新加坡逐渐成为马六甲海峡最繁华的贸易中心，中国、印度和阿拉伯商人经常来往。14世纪下半叶，新加坡成为暹罗与爪哇满者伯夷王国竞争的舞台。1390年，巨港王子取了当地统治者的性命，并占领新加坡。1402年，暹罗的附属国北大年夺得新加坡，王子被迫逃往邻近的马六甲，不久后便皈依回教。他建立了马六甲苏丹王朝，定都马六甲，并在15世纪下半叶统治新加坡。
1511年，葡萄牙人占领马六甲和新加坡，并入柔佛苏丹王朝的版图，马六甲苏丹王朝也就此灭亡了。1587年，葡萄牙人将天主教传入新加坡，又拿下苏丹国首都柔佛拉马，并在1613年摧毁了新加坡这个岛屿的港口。整个城市变得荒凉、默默无闻，岛上也成了海盗的避风港。继葡萄牙人在东南亚的影响，荷兰、英国和法国殖民者也纷纷在东南亚建立贸易港口。1795年，英国人统治马六甲；1818年，英属印度总督指示明古连总督史丹福·莱佛士于马六甲海峡寻找可助英国人在该区域立足之地。

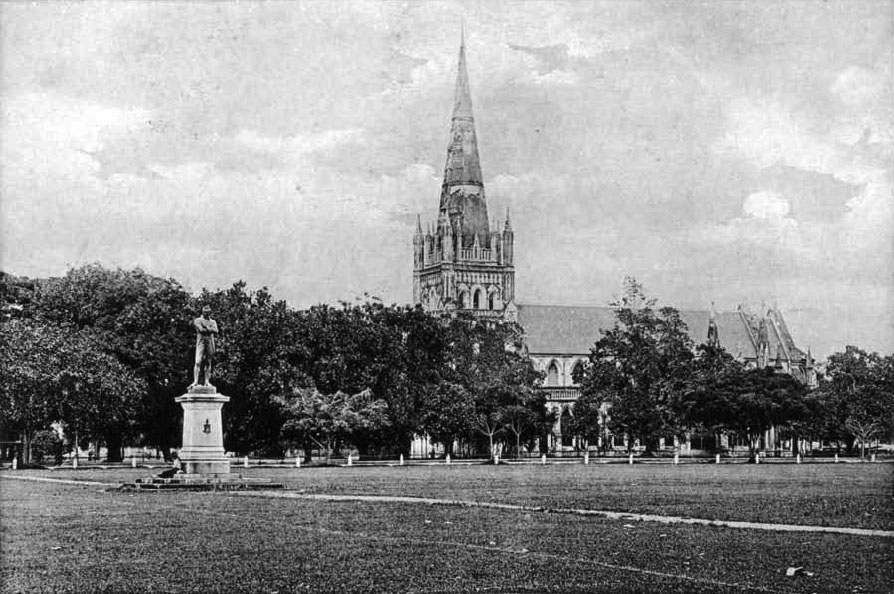
1900年的新加坡，图为圣安德烈座堂和史丹福·莱佛士的雕像

新加坡名义上是荷兰附属国廖内－柔佛苏丹国的一部分，但实际上由柔佛苏丹管辖，英国人于1819年占领新加坡并设立贸易港口（直至1824年，荷兰才不再宣称对新加坡拥有主权）。当时，岛上有120名马来人和30名华人居住。随着第一批英国军人官员在新加坡驻扎，伦敦传道会也来到新加坡，并且开设了一所学校供马来和华族男学生就读（圣公宗于1826年传入新加坡，而普利茅斯弟兄会、长老宗和循道宗也分别于1864年、1881年和1885年传入新加坡）。据第一次人口普查的资料，新加坡的居民是由4600名马来人、3300名华人和800名印度人组成的。19世纪30年代，印度移民开始涌入新加坡，这是因为英属印度社群扩大，乡村人口膨胀，农民和技工丧失土地。成千上万的契约印度劳工（苦力）以及不少的印度军人和小官员被派往英国的殖民地开发种植园经济和产业。到了19世纪中叶，新加坡已有2万8000名华人（超过一半的人口），并于1901年升至16万5千人（近4分之3的人口）。19世纪末和20世纪初，中国南方开始有大量移民南下，这是因为新加坡和周边地区的橡胶种植园和工业发展的扩张。今马来西亚和印度尼西亚（简称印尼）领土也有一小群人移居新加坡。
20世纪初，新加坡成为中国政治流亡者中心（康有为、孙中山经常到访），也成为中华和马来文化复兴中心（获得马来－回教教育者和宗教改革者的协助，新加坡得以出版杂志《Al-Imam》）。到了1911年，新加坡人口已突破30万人，这主要是因为中国人和印度人移民新加坡。20世纪20年代起，每年有15万到20万人移居新加坡，1927年甚至高达36万人。然而，虽然大多数中国人移居新加坡，但是最终部分定居东南亚其他地区。自1930年以来，因为全球经济危机，新加坡禁止大规模移民，首次对中国籍男性实行限额，不过人口仍进一步增长，这主要是因为自然增长。1953年，新加坡实行新移民法，对所有国籍人士入境施以严格限制（实际上欧洲人不受影响）。1957年，国外出生的比例为35.7%。
| 宗教信仰                 | 1849年           | 1911年            | 1921年             | 1931年            |
| ------------------------ | ---------------- | ----------------- | ------------------ | ----------------- |
| 佛教、道教、中國民間信仰 | 2万7526（52.0%） | 21万6501（69.4%） | 31万零163（72.8%） | 41万1665（72.5%） |
| 伊斯蘭教                 | 2万2007（41.6%） | 5万3595（17.3%）  | 6万9604（16.3%）   | 8万6827（15.3%）  |
| 基督宗教                 | 1861（3.5%）     | 1万6349（5.2%）   | 2万1386（5.0%）    | 3万零68（5,3 %）  |
| 印度教                   | 1452（2.8%）     | 1万5580（5.0%）   | 1万9772（4.6%）    | 3万1128（5.5%）   |
| 锡克教                   | —                | 146（0.05%）      | 1022（0.2%）       | 2988（0.5%）      |
| 犹太教                   | 22（0.04%）      | 707（0.2%）       | 623（0.2%）        | 777（0.14%）      |
| 其他宗教                 | 23（0.04%）      | 14（0.004%）      | 38（0.009%）       | 306（0.05%）      |
| 不详                     | —                | 62（0.02%）       | 3269（0.8%）       | 3694（0.7%）      |
| 总计                     | 5万2891（100%）  | 31万1987（100%）  | 42万5877（100%）   | 56万7453（100%）  |

- 资料来源：Lai Ah Eng, Religious Diversity in Singapore[錨點失效], Institute of SEA Studies (第32页).

1958年，伊斯蘭教运动注册为政党。1959年，新加坡正式宣布成为英国管辖之下的自治邦。1963年至1965年，新加坡是马来西亚的一部分；1965年8月新加坡脱离马来西亚，成为独立国家。1965年，新加坡人口有76.2%是华人，14.6%是马来人，7.1%是印度人，剩余的2.1%为其他种族。新加坡独立后，马来语保留为新加坡国语，与华语、英语和淡米尔语享有官方语言的地位。当局开始实施经济改革，打压政治异议分子（包括宗教派别）。

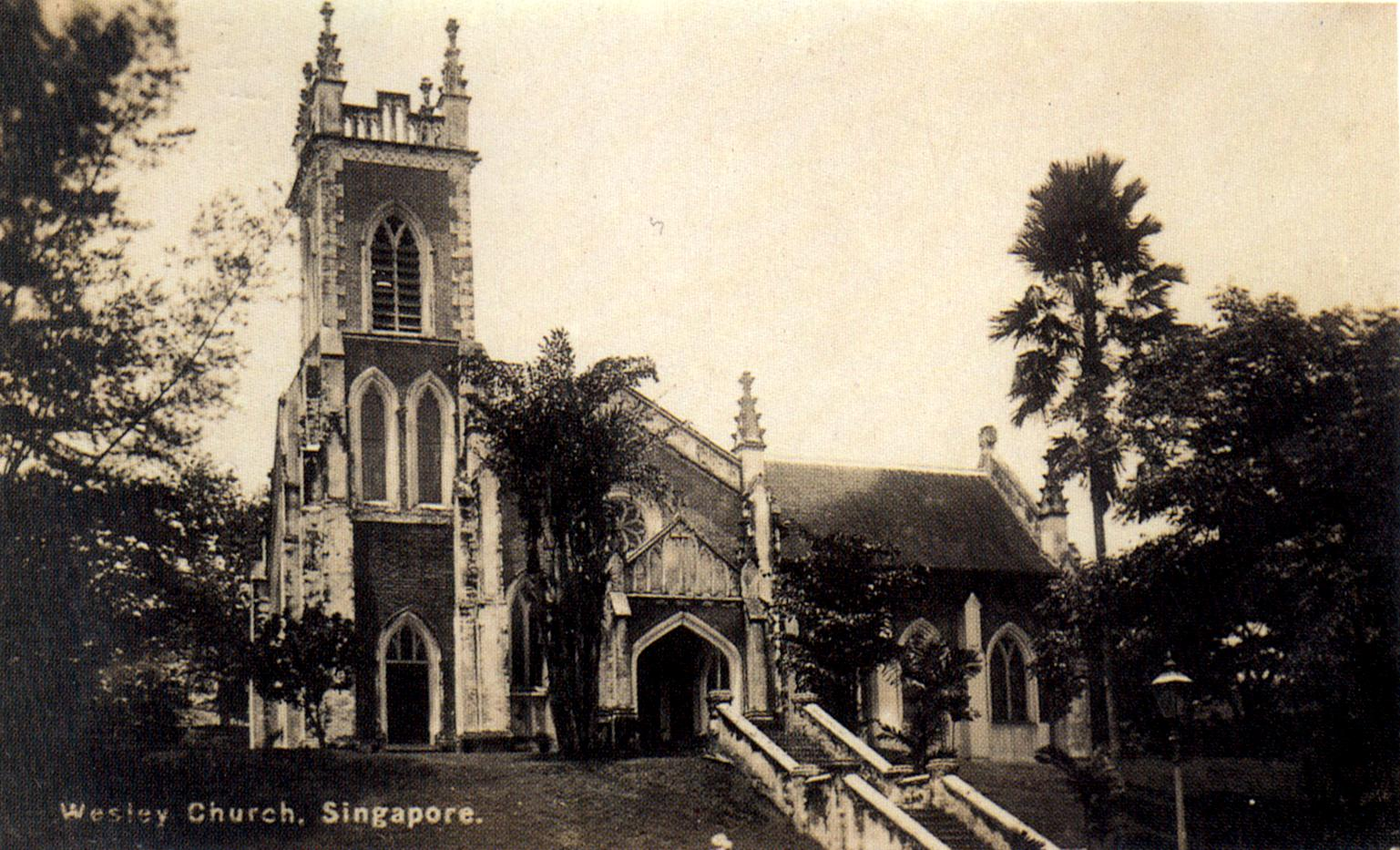
卫斯理卫理公会 (新加坡)

1973年，新加坡有大约90万名華人佛教徒（占人口的40%，有37%信奉大乘派，3%信奉上座部派）、70万名儒者和道教徒（占30%）、37万名回教徒（占17%，有16%信奉逊尼派，1%信奉什叶派）、14万名基督徒（占逾6%，天主教徒和新教徒各占3%）、11万名兴都教徒（占6%）、3000名锡克教徒以及1000名犹太教徒。
1978年，居于新加坡的有177万5000名华人、26万5000名马来人、11万名淡米尔人（包括斯里兰卡淡米尔人）、5万名爪哇人、3万名印尼马来人、2万名马拉雅拉姆人、1万5000名欧亚裔、1万名卡纳达人、1万名旁遮普人和信德人、1万名印度斯坦人和比哈尔人、9000名英格兰人、7000名美国人、3000名阿拉伯人、2000名苏格兰人、1000名犹太人、荷兰人和阿富汗人，另外还有数百名缅甸人、菲律宾人、泰国人、韩国人、亚美尼亚人、西班牙人和葡萄牙人。1987年，新加坡的人口是由76.1%的华人（198万8600）、15.1%的马来人（39万3800）、6.5%的印度人（16万9100）以及其他2.3%（6万1300）组成的。
1980年的人口普查显示，56%的新加坡居民同時是佛教徒和道教徒，且华人居多（有120万）。也有1200名印度人、逾300名马来人还有其他种族的大约7000人信奉佛教。人口的16%，或32万3800人信奉伊斯蘭教，主要是马来人（占回教徒的90%）。基督徒占人口的10%（20万3500），其中79%是华人，其余是印度人、欧洲人和其他种族。有11万2000人是新教徒，9万1000人是天主教徒。印度教徒占人口的4%（7万2400），绝大多数来自印度次大陆。
| 宗教               | 人口% 1980 | 人口 % 1990 | 人口% 2000 | 人口% 2010 | 人口% 2015 | 人口% 2020 |
| 佛教               | 26.7%      | 31.1%       | 42.5%      | 33.3%      | 33.1%      | 31.1%      |
| 基督宗教           | 9.9%       | 12.5%       | 14.6%      | 18.3%      | 18.8%      | 18.9%      |
| 天主教             | n/a        | n/a         | 4.8%       | 7.1%       | 6.7%       | n/a        |
| 新教和非天主教     | n/a        | n/a         | 9.8%       | 11.3%      | 12.0%      | n/a        |
| 無宗教             | 13.1%      | 14.3%       | 14.8%      | 17.0%      | 18.3%      | 20.0%      |
| 伊斯蘭教           | 16.2%      | 15.4%       | 14.9%      | 14.7%      | 14.0%      | 15.6%      |
| 道教和華人民間信仰 | 30.0%      | 22.4%       | 8.5%       | 10.9%      | 11.0%      | 8.8%       |
| 印度教             | 3.6%       | 3.7%        | 4.0%       | 5.1%       | 5.0%       | 5.0%       |
| 其他宗教           | 0.5%       | 0.6%        | 0.6%       | 0.7%       | 0.6%       | 0.6%       |

## 宗教

### 道教

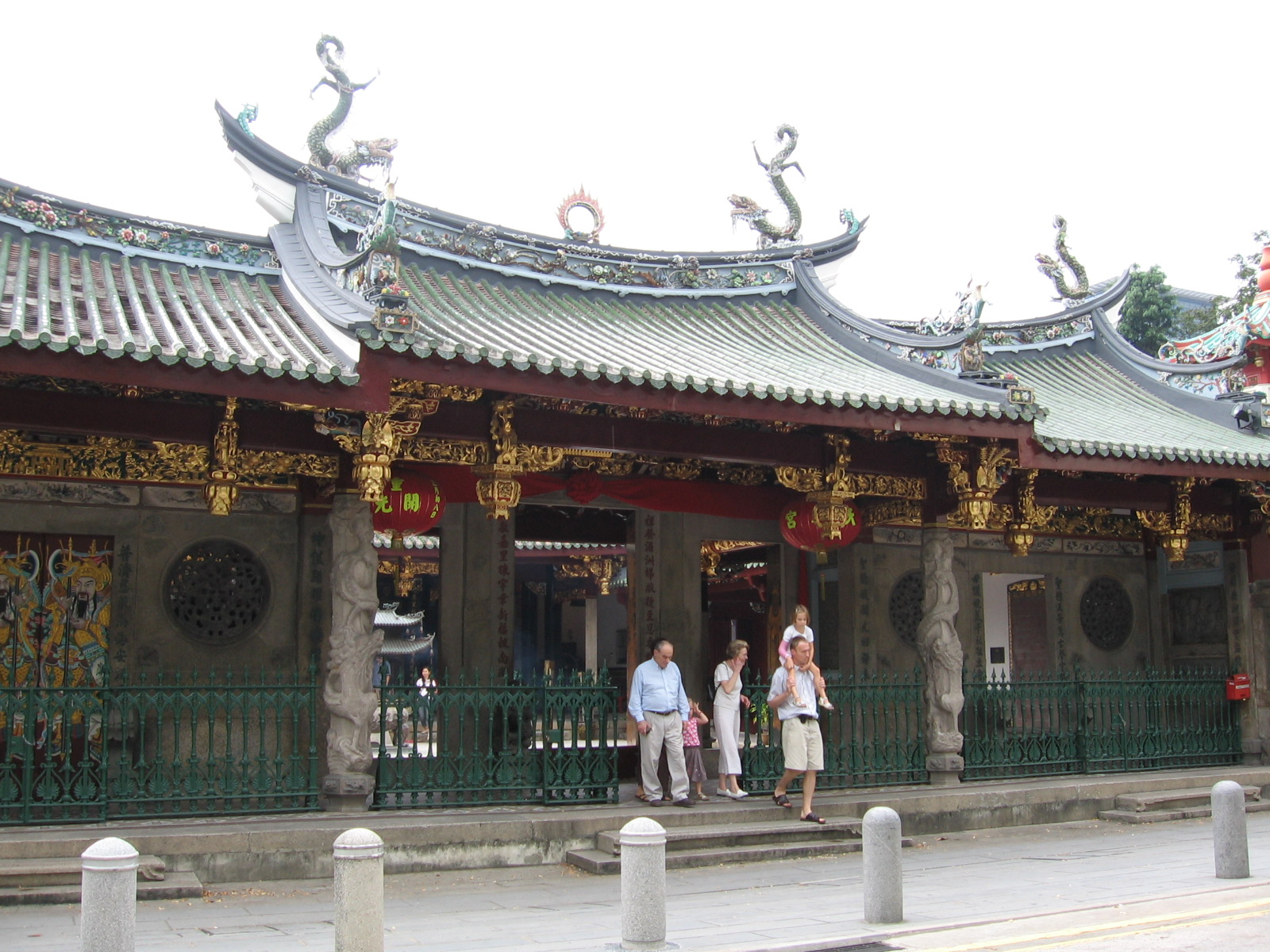
天福宮（建於1842年）是新加坡最古老的道教廟宇。

新加坡道教也包含其他“中國民間信仰”，如齋教、先天道 與 王爺信仰等。在新加坡，中國民間信仰通常被歸類於道教的範疇裏。根据新加坡2020年人口普查顯示，信奉道教的新加坡人佔新加坡总人口的8.8％左右。

### 佛教
佛教在新加坡是人數最多的宗教信仰，新加坡的人口中的31.1％是佛教徒。新加坡有三大佛教傳承：南傳佛教、漢傳佛教和藏傳佛教。新加坡的大多數佛教徒都是華人，主要信奉漢傳佛教，也有部分華人信奉南傳佛教或藏傳佛教。其他民族如泰裔、緬裔和斯里蘭卡裔，主要信奉南傳佛教。蓮山雙林禪寺是新加坡的第一座佛教叢林寺院，創立於1898年。新加坡的第一座南傳佛教寺院是1918年成立的阿南達彌提雅拉瑪泰佛寺（Wat Ananda Metyarama Thai Buddhist Temple）。新加坡佛教總會於1949年10月30日註冊成立，當時由李俊承擔任會長，宏船法師擔任副會長。
2020 年人口普查显示，新加坡人口中有 31.1% 是佛教徒。大多数佛教僧侣和居士来自中国大陆、中国西藏、台湾、泰国、缅甸、斯里兰卡和日本。 新加坡有佛教三大传统的佛教寺院和中心：南傳佛教、漢傳佛教和藏傳佛教。 新加坡的大多数佛教徒都是华人，其中许多人信奉大乘传统。新加坡也有来自其他族裔的佛教徒，如泰国人、僧伽罗人和缅甸人。 由于这些族裔佛教徒的存在，有一些佛教中心和寺庙为这些社区提供服务，例如泰国阿南陀寺、斯里兰卡佛寺和缅甸佛寺。由于新加坡是佛教传统的大熔炉，除了众多的中国佛教寺庙外，泰国佛教寺庙和藏传佛教中心也并不罕见。 新加坡的佛教徒会在寺庙与亲人共度时光，比如去寺庙上香、参加冥想和诵经服务。 有时，来自西方的佛教僧侣，例如居住在澳大利亚的阿姜布拉姆，会被邀请到新加坡向公众开宣扬佛法。 此外，新加坡各大院校也设立了佛教社团，如国大佛教会、义安理工学院佛教会、新加坡理工学院佛教会、新加坡管理大学佛法会等，鼓励新加坡年轻人更好地了解佛教。 最近，新加坡有许多佛教寺庙正在进行重大整修，以拥有焕然一新的建筑外观并迎合年轻人群。新加坡佛教居所最近重新装修了大雄宝殿并向公众开放，吸引了数百名来自新加坡各地的民众前来参拜。 此外，光明山普觉禅寺还开设了新加坡佛学院，为新加坡人提供佛教教育的中心。 这些寺庙的增建和修缮极大地增加了游客数量。 随着时间的推移，新加坡相当多的佛教寺庙决定在寺庙仪式中使用英语而不是华语为主要交流语言，以满足日益增长的说英语的佛教信徒的需求。
以下是根据 2020 年新加坡人口普查的佛教徒种族分类：
| 族裔   | 各族裔居民人口 | 各族裔居民登记为佛教徒的人口 | 各族裔登记为佛教徒的人口比例 | 按族裔划分的佛教徒居民百分比 |
| ------ | -------------- | ---------------------------- | ---------------------------- | ---------------------------- |
| 华人   | 2,606,881      | 1,052,114                    | 40.36%                       | 97.95%                       |
| 马来人 | 447,747        | 447                          | 0.10%                        | 0.04%                        |
| 印度人 | 299,056        | 2,031                        | 0.68%                        | 0.19%                        |
| 其他   | 105,410        | 19,566                       | 18.56%                       | 1.82%                        |
| 总共   | 3,459,093      | 1,074,159                    | 31.05%                       | 100%                         |

### 基督宗教
在新加坡，大部分基督宗教教派都存在。他們是在萊佛士爵士來臨之後，隨著傳教士的到來而成立的。與佛教，伊斯蘭教和印度教一起，基督宗教被認為是新加坡四大宗教之一。新加坡的基督宗教信徒並不僅限於特定的種族或種族群體，儘管大多數基督徒是華人。
| 族群   | 登記為基督徒人數 | 百分比  | 族群百分比 | 族群總人口數 |
| ------ | ---------------- | ------- | ---------- | ------------ |
| 華人   | 526,280          | 20.90 % | 76.84%     | 2,517,580    |
| 馬來人 | 1,590            | 0.41%   | 11.88%     | 389,090      |
| 印度人 | 32,720           | 12.11%  | 8.25%      | 270,220      |
| 其他   | 55,600           | 66.58%  | 3.03%      | 99,300       |
| 全部   | 616,190          | 18.81%  | 100%       | 3,276,190    |

### 巴哈伊信仰
1863年，巴哈伊信仰由巴哈欧拉创立于伊朗，并在中东地区开始传播。巴哈伊也可以指代接受巴哈伊信仰并按其准则生活的人，他们在提升和完善自身的同时也竭尽所能地促进他人及社会的福祉。巴哈伊信仰目前拥有800至900万信徒， 遍布于世界大部分国家和地区，在印度和伊朗的集中度最高。

### 伊斯蘭教

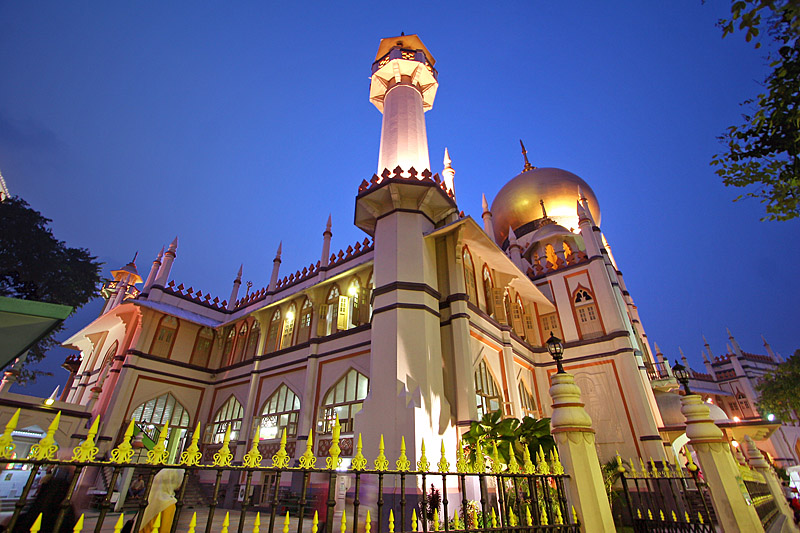
苏丹清真寺，建于1826年新加坡最古老的清真寺

根据2020年人口普查，15.6%的新加坡居民是穆斯林。新加坡有72座清真寺；因为绝大多数新加坡穆斯林都遵循逊尼派沙斐仪或哈乃斐传统，大多数清真寺都迎合逊尼派穆斯林的需求。新加坡还拥有世界上最古老的穆斯林妇女组织：新加坡穆斯林女青年协会。
虽然新加坡的大多数穆斯林是马来人，但来自其他族裔群体的穆斯林人口也在显着增长；特别是印度裔中有相当数量的穆斯林，其中包括淡米尔穆斯林和新加坡巴基斯坦人。因此，许多清真寺使用淡米尔语以满足印度穆斯林社群的需求。此外，在 新加坡回教宗教理事會 (MUIS) 的指导下，英语越来越多地被用作宗教工作的行政语言以及周五礼拜的宣道语言，以满足不一定说马来语的穆斯林的需求。新加坡回教宗教理事會在新加坡掌管有關伊斯蘭教的大小事項。
| 族裔   | 各族裔居民人口 | 各族裔居民登记为穆斯林的人口 | 各族裔居民登记为穆斯林的人口比例 | 按族裔划分的穆斯林居民百分比 |
| ------ | -------------- | ---------------------------- | -------------------------------- | ---------------------------- |
| 华人   | 2,606,881      | 11,953                       | 0.46%                            | 2.22%                        |
| 马来人 | 447,747        | 442,368                      | 98.80%                           | 82.03%                       |
| 印度人 | 299,056        | 69,964                       | 23.39%                           | 12.97%                       |
| 其他   | 105,410        | 14,966                       | 14.20%                           | 2.78%                        |
| 总共   | 3,459,093      | 539,251                      | 15.59%                           | 100%                         |

### 印度教

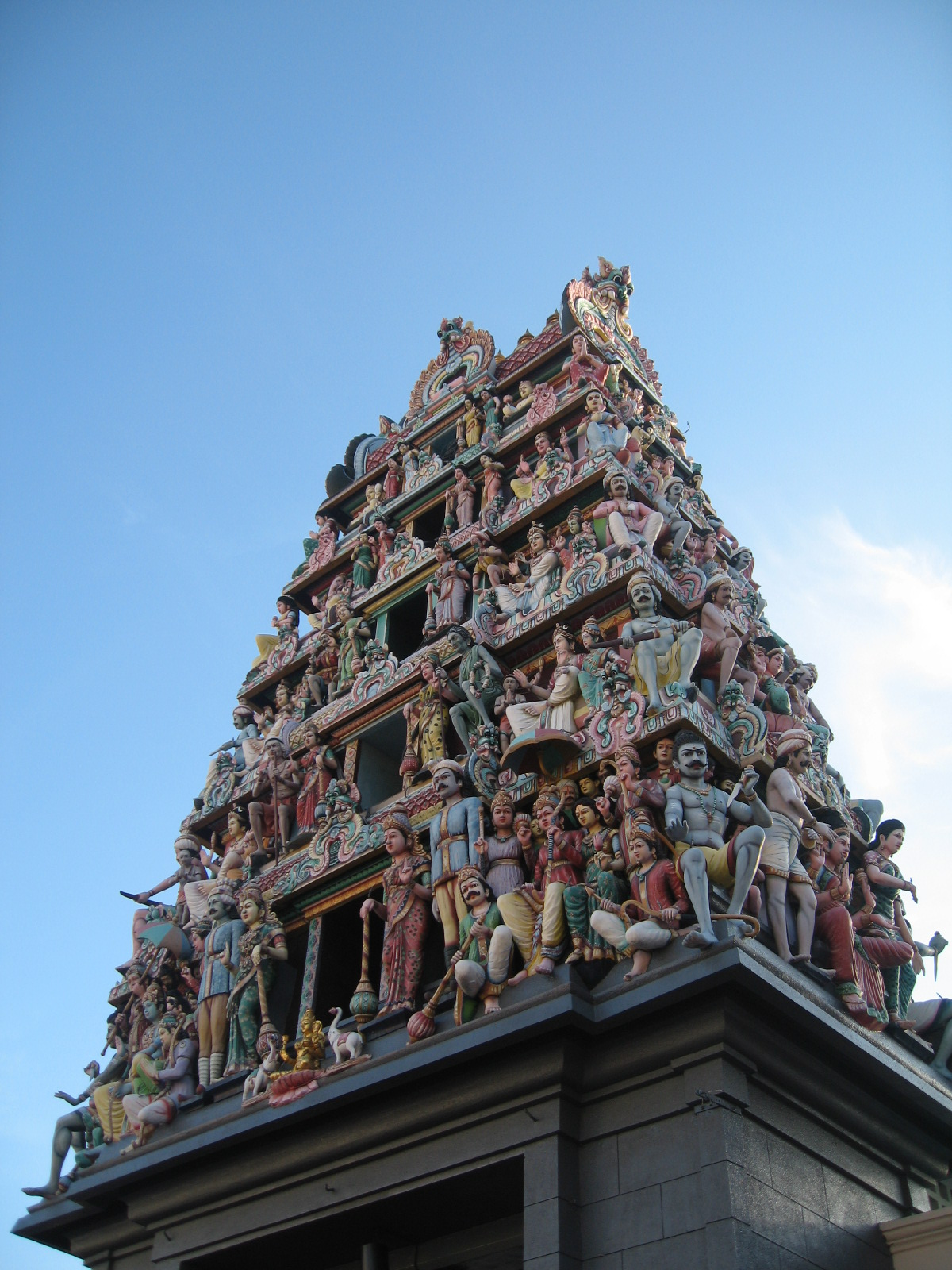
位於牛車水的馬里安曼廟 (建於 1827年)為新加坡最古老的印度教寺廟。

新加坡現在的印度教徒大部分是1819年印度移民的後裔。印度教寺廟是舉行的印度教儀式和節慶的中心點。

### 錫克教
在新加坡的第一個錫克教徒來為1849年來到。截至2020年，新加坡有12051個錫克教徒。

### 猶太教

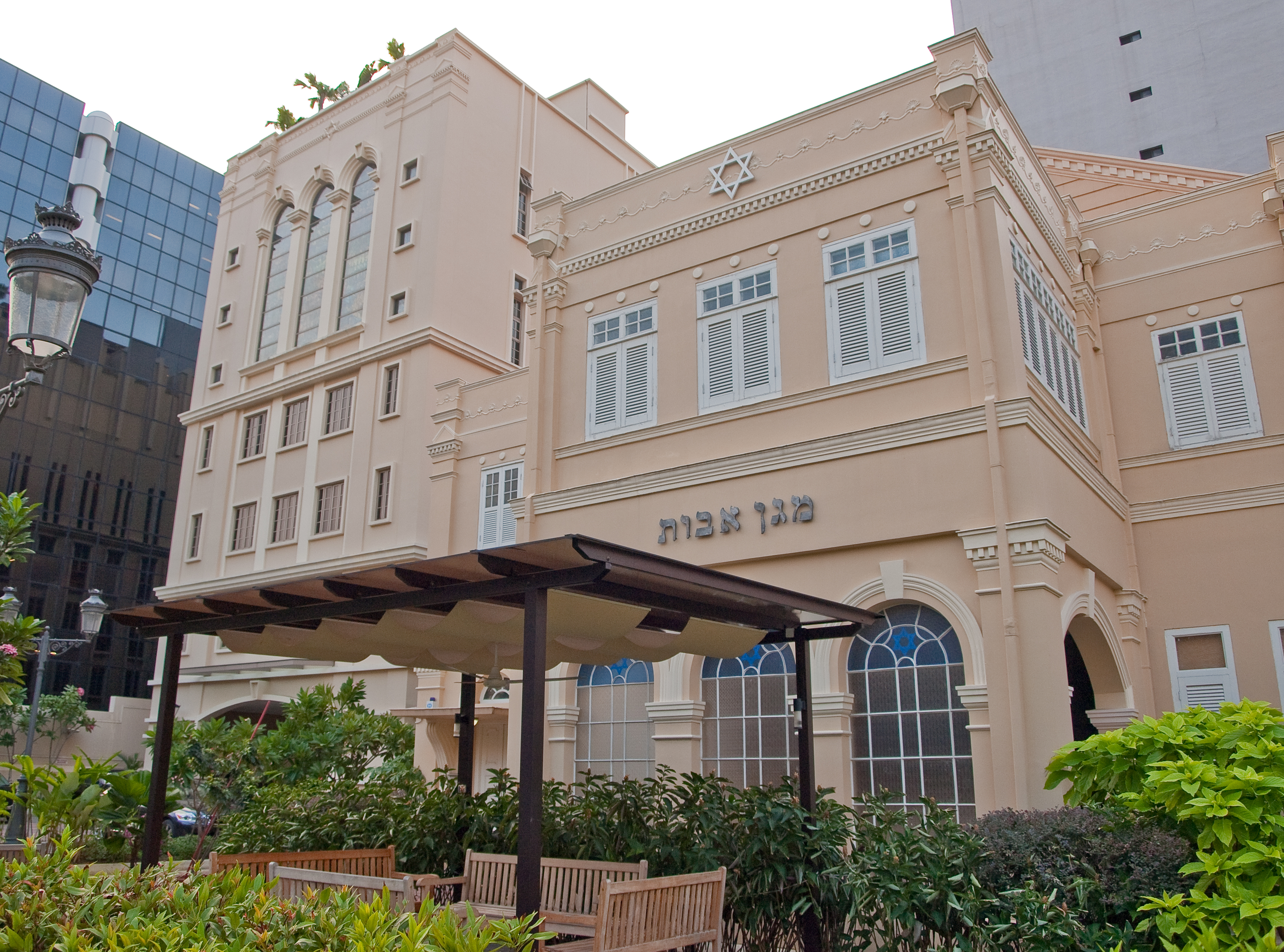
馬海阿貝猶太廟(建於 1878年) 是新加坡最古老的猶太會堂。

第一批定居新加坡的猶太人於1819年來到，他們來自印度。截至2008年，新加坡約有1000名猶太人。他們的宗教活動集中在兩個猶太教堂馬海阿貝猶太廟（Maghain Aboth Synagogue）和聖諾猶太廟（Chesed-El Synagogue）。1939年有1500多名猶太人居住在新加坡。日軍佔領新加坡期間，許多猶太人被日本人拘留，後來又有一些猶太人移民到澳大利亞，英國，美國和回到以色列。在2005年，新加坡猶太人人數達到300人。近年來新加坡有大量的德裔西方人移民，人口在800到1000之間，大部分是德系猶太人。

### 耆那教
耆那教在新加坡沒有廟宇，截至2006年，新加坡有1000個耆那教徒。

### 瑣羅亞斯德教
新加坡約有4500名瑣羅亞斯德教徒。非帕西人可以加入瑣羅亞斯德宗教社群，但沒有投票權。與印度和伊朗不同，帕西人社群正如印度那樣受到其宗教的極大寬容，正在快速發展。

## 華人民間信仰
多數的新加坡華人登記為佛教徒，也有一些自稱為道教信徒。有許多新加坡華人保留了相當程度的道教信仰。在新加坡，中华民間信仰通常被歸類於道教的範疇裏。其實，這是繼承了由儒釋道融合而成的一種中华宗教信仰。有許多新加坡華人仍保留了祭拜祖先，慎終追遠，傳承孝道的民間宗教傳統。
由於新加坡華人近半數是閩南人，繼承上一代來自中國福建閩南的儒釋道混合之傳統信仰，如祭天、祭祖、祭孔，信仰釋迦佛、藥師佛、阿彌陀佛、西方三聖、觀音菩薩、地藏菩薩、文殊菩薩、普賢菩薩，也旁及於道教與中华民間神祇如玉皇上帝、九皇大帝、關聖帝君、天上聖母、清水祖師、保生大帝、玄天上帝、齊天大聖、廣澤尊王、開漳聖王、法主公、王爺千歲信仰、文昌帝君、保儀大夫、中壇元帥、善財童子、福德正神（又稱大伯公）、地主公、虎爺、灶神、門神、等等神佛。民間信仰的華人信徒會把的祭壇擺放在家中的客廳裡，有些華人信徒屋外還會擺放寫有“天官賜福”的小神壇。

### 法轮功
新加坡法轮佛学会于1996年成立，目前新加坡有若干法轮功练功点定期举行活动，并有少量法轮功学员。法轮功媒体《大纪元时报》新加坡版于2004年创刊。

## 补充说明
1. ↑  根据其他报道，第一所长老教会于1843年成立，而长老宗社会于1856年形成。
2. ↑  1830年，华人占新加坡人口的39%，1867年就已经攀升到65%。